# Kaisersbach
Kaisersbach là một thị xã ở huyện Rems-Murr thuộc bang Baden-Württemberg nước Đức. Đô thị này có diện tích 27,94 km², dân số thời điểm ngày 31 tháng 12 năm 2006 là 2715 người.